# Mannequins für Rio
Mannequins für Rio ist ein deutsch-US-amerikanischer Abenteuerfilm von Kurt Neumann aus dem Jahr 1954. Der US-amerikanische Aufführungstitel lautet They Were So Young.

## Handlung
Am Strand von Rio de Janeiro wird eine junge Frau tot aufgefunden. Die Polizei weiß, dass es sich dabei um ein Opfer des Menschenhandels handelt. Immer wieder werden junge Frauen mit dem Versprechen auf eine Karriere als Mannequin nach Rio gebracht. Zu ihnen zählen auch Connie Brewers aus Rotterdam und die 20-jährige Waise Eve Ullmann aus Düsseldorf. Sie haben sich auf eine Zeitungsanzeige als Mannequin beworben, nachdem sie in Paris ausgebildet wurden. Nun kommen sie in der Villa Braganza von Madame Lenzowa unter, wo sie am Abend nach ihrer Ankunft einem männlichen Publikum prachtvolle Kleider vorführen. Nach der Modenschau wird Eve mit einem anderen Mädchen zum Tisch des Industriellen Jaime Coltos geführt, der seinen Freund Richard Lanning zu Gast hat. Der Ingenieur Richard ist gerade nach mehrmonatiger Arbeit aus den Minen im Landesinneren zurückgekehrt. Da Coltos sich bald mit dem anderen Mädchen verabschiedet, bleiben Richard und Eve allein zurück. Er bietet an, mit auf ihr Zimmer zu gehen, und Eve ist empört. Sie geht und als er ihr auf ihr Zimmer folgt, schlägt sie ihn mit einer Karaffe in die Flucht. Madame Lenzowa weist Eve zurecht, die jedoch meint, am nächsten Tag mit Connie abzureisen. Dies erweist sich als unmöglich, wurden die Pässe doch von Lenzowas Mitarbeiter Albert einbehalten, der auch die Arbeitserlaubnis der jungen Frauen in seinem Besitz hat. Dennoch fliehen Eve und Connie am nächsten Morgen heimlich aus dem Haus. Connie begibt sich zur niederländischen Botschaft, während Eve zur Polizei geht. Dort stellt man fest, dass Connie nie in der Botschaft angekommen ist. Eve wiederum wird zu Madame Lenzowas Haus gefahren, wo alle anwesenden Mädchen Madame Lenzowa decken. Ein vermeintlicher Arzt berichtet zudem, dass es Eve schon seit längerer Zeit nicht gut gehe. Die Polizisten gehen, stellen Eve jedoch frei, sich ihren Ausweis aushändigen zu lassen und zu gehen. Eve wird kurz darauf von Albert zu einem Zimmer geführt, in dem Connie liegt. Sie wurde zusammengeschlagen.
Eve spielt zum Schein das Spiel Madame Lenzowas mit und lässt sich am Abend von einem Verehrer aus der Villa fahren. Sie bittet um einen Zwischenstopp im Palace Hotel, da dort Richard abgestiegen ist. Sie weiß, dass er ihre einzige Hoffnung ist. Richard glaubt ihr, dass sie gegen ihren Willen in der Villa gefangengehalten wird. Da Madame Lenzowa zwei ihrer Männer hinter Eve hergeschickt hat, fliehen Eve und Richard über die Feuerleiter aus dem Hotel. Richard wurde von Coltos zur Mine gerufen, die angeblich unter Wasser steht. Er fährt mit Eve nach Sao Pedro zu Coltos, wo sie sicher ist. Coltos soll seinen Einfluss geltend machen und Albert Eves Pass abkaufen, damit sie zurück nach Deutschland reisen kann. Richard fährt weiter zur Mine. Eve muss jedoch erkennen, dass Coltos Teil der Mädchenschieberbande ist. Er belügt sie, dass er sich um ihren Pass kümmere, Connie jedoch bei Madame Lenzowa bleiben und nicht nach Deutschland zurückkehren wolle. Als Eve meint, dass Connie noch nie in Deutschland gewesen sei und dass sie ihm nicht traue, stellt er ihr frei, zu gehen – obwohl Coltos’ Villa im Urwald liegt. Eve gelingt es, als blinder Passagier auf einem Jeep mitzufahren, der zur Mine unterwegs ist. Sie springt unterwegs ab, weil der Jeep über Nacht einen Halt machen wird. Richard trifft auf dem Weg zur Mine seinen Assistenten Antonio Garza, der ihm sagt, dass die Mine nicht überschwemmt ist. Er ahnt nun, dass Coltos falschspielt, und fährt zurück zur Villa. Unterwegs trifft er auf Eve, die im Dschungel umher irrte. Gemeinsam wollen sie nun fliehen, doch geht die nächste Fähre erst am Morgen. Sie übernachten in einem kleinen Hotel. Coltos’ Männer finden sie, betäuben Eve und entführen sie auf Coltos’ Vergnügungsschiff Palacia do Oro, wo Eve Connie wiedertrifft. Richard begibt sich am Morgen wütend zu Coltos, der sich unschuldig gibt und es ihm freistellt, die ganze Villa nach Eve abzusuchen. Richard durchforstet die Zimmer, bis er von Coltos’ Hausdame Felicia erfährt, dass sich Eve auf einem Vergnügungsschiff Coltos’ aufhält.
Es gelingt Richard, sich mit Antonio an Bord zu schmuggeln. Hier trifft er Connie, die ihm sagt, dass Eve in einer Kabine im Untergeschoss gefangen gehalten wird. Auch Coltos’ Männer sind inzwischen an Bord gekommen, um Eve und Richard umzubringen. Eve wird heimlich vom Schiffsjungen Manuel in einen anderen Raum gebracht. Auf der Suche nach Eve trennen sich Richard und Connie. Connie wird von einem der Männer Coltos’ erstochen. Eve gelingt es, mit Richard und Manuel zu fliehen. Manuel ist ein verdeckter Ermittler der brasilianischen Sicherheitspolizei, der das Vergnügungsschiff seit zwei Monaten ausspioniert hat, um Zeugen zu finden, die gegen Coltos aussagen würden. Er hat heimlich Verstärkung angefordert, sodass Coltos’ Männer kurz darauf verhaftet werden. Coltos selbst hatte vor dem Schiff im Auto gewartet und wird von Richard und Manuel überwältigt. Eve ist frei. Sie fliegt kurz darauf mit Richard nach New York City.

## Produktion
Beim Film Mannequins für Rio sollte ursprünglich John Reinhardt Regie führen, der jedoch 1953 verstarb. Dadurch verzögerte sich der Beginn der Dreharbeiten, bis als Regisseur Kurt Neumann verpflichtet werden konnte. Der Film wurde vom 1. Juni bis 21. Juli 1954 in Rom, Sabaudia und in den Pontinischen Sümpfen gedreht. Die Atelieraufnahmen entstanden im Studio Bendestorf bei Hamburg. Die Filmbauten wurden von Hans Sohnle entworfen und von Gottfried Will umgesetzt. Max Koslowski war Produktionsleiter.
Der Film erlebte am 20. Oktober 1954 in der Essener Lichtburg seine Premiere. In den USA wurde er erstmals am 7. Januar 1955 gezeigt. Es existiert eine Filmfassung mit politisch gefärbter Rahmenhandlung, in der der Leiter des brasilianischen Geheimdienstes Rodriguez die Verwicklung Coltos’ in politische Machtkämpfe und seinen Niedergang durch das Mannequin Eve rekapituliert.
Caterina Valente tritt im Film als Sängerin auf der Palacia do Oro auf. Zudem ist Gerhard Wendland als Sänger im Club von Madame Lenzowa zu sehen. Es spielen das Cornell-Trio und das Horst-Wende-Sextett.

## Kritik
„Mittelmäßig inszenierte abenteuerliche Geschichte nach einem Illustriertenreport, die kaum einmal authentisch wirkt“, befand der film-dienst.